# Bonhoeffercollege (Castricum)
Het Bonhoeffercollege is een oecumenische middelbare school in Castricum. Er wordt lesgegeven voor mavo (vmbo-TL), havo, vwo (atheneum en gymnasium). De school heeft Technasiumklassen op zowel havo- als vwo-niveau. Buiten de reguliere lesuren kunnen sinds 2009 theaterlessen worden gevolgd, waaruit jaarlijks twee muzikale theatervoorstellingen voortkomen. Het aantal leerlingen bedraagt ruim 1.500 (2012). 
De school is vernoemd naar Dietrich Bonhoeffer (1906-1945), een Duits theoloog. Vanwege zijn principiële houding en verzet werd hij door de nazi’s terechtgesteld.

## Geschiedenis
In 1971 startte het Bonhoeffercollege aan de Alkmaarderstraatweg in Castricum. In deze periode was er uitsluitend een havo-opleiding en onderbouw vwo, voor het afronden van het vwo moesten leerlingen nog uitwijken naar Beverwijk. Met de groei van Castricum nam ook het leerlingaantal toe, en werd een nieuw gebouw geopend aan de rand van Castricum waar wel een volledige vwo-opleiding kon worden aangeboden.
In de jaren 80 groeide het Bonhoeffercollege sterk, het hoofdgebouw aan de Doodweg met een kenmerkende zitkuil in de aula werd uitgebreid met een aantal tijdelijke gebouwen met leslokalen. In 1990 ging de Castricumse Henricus MAVO op in het Bonhoeffercollege, waardoor er naast havo en vwo ook een mavo-opleiding kon worden aangeboden. Op 15 juli 1998 werd het complex voor een groot deel door brand verwoest. Al snel kwamen er herbouwplannen voor dezelfde locatie, die inmiddels de wat vriendelijker klinkende straatnaam Pieter Kieftstraat had gekregen.
Architect Dirk Jan Postel ontwierp het nieuwe en huidige schoolgebouw van het Bonhoeffercollege zoals dat op 18 oktober 2000 werd geopend door de burgemeesters van Castricum, Akersloot en Limmen. Het bestaat uit drie gelijke lesvleugels, elk opgebouwd uit twee lagen, die gekoppeld worden door een atrium. Hierdoor heeft het schoolgebouw de vorm van een E. Naast het lesgebouw beschikt de school over een eigen sportfaciliteit in de vorm van drie gymzalen.